# Улица Поляны
У́лица Поля́ны — улица в районах Северное Бутово и Южное Бутово Юго-Западного административного округа города Москвы. Получила своё название в 1994 году по наименованию бывшей деревни Поляны.

## Расположение
Улица Поляны начинается от МКАДа и идёт на юг. С востока к улице примыкают улица Знаменские Садки, улица Академика Глушко, Старокрымская улица. Далее улица идёт на запад, с южной стороны к ней примыкают Скобелевская улица и Венёвская улицы, аллея Витте, с западной стороны Бартеневская улица. Улицу Поляны продолжает безымянный проезд.

### Прежние названия
Посёлок Поляны (1985), Проектируемый проезд № 659, Проектируемый проезд № 660

## Здания и сооружения
По нечётной стороне:
- № 3Б — Пожарная часть № 123
- № 7 — Совет пенсионеров, ветеранов войны, труда, Вооружённых Сил и правоохранительных органов
- № 31А — Дошкольное отделение школы № 1883
- № 35 — Физкультурно-оздоровительный комплекс в Южном Бутово, Бассейн
- № 41 — Частный детский сад «Маргаритки-Васильки»[4]
- № 53 — ГБОУ Школа № 1883
- № 57 — Гуманитарный институт им. П. А. Столыпина[5], Отдел социальной защиты населения ЮЗАО-Территориальный центр социального обслуживания
- № 75 — Районная тепловая станция «Южное Бутово» ГУП «Мостеплоэнерго»

По чётной стороне:
- № 2 — АЗС «Газпромнефть»
- № 4 — Хоспис № 3
- № 6 — Автосервис «Авто100п»
- № 8 — Торговый центр «Вива»
- № 12 (строение 1) — АЗС «Интол»
- № 12 (строение 2) — Автомобильная газонаполнительная станция (АГНС) «Комплекс-1»
- № 42 — ГСК «Технострой»
- № 52 — Строительная компания «Хогарт»
- № 62 — Церковь адвентистов седьмого дня

## Транспорт

### Метро
- В 1380 метрах от улицы расположена станция метро  Улица Горчакова.
- В 580 метрах от улицы расположена станция метро  Бульвар Адмирала Ушакова.
- В 500 метрах от улицы расположена станция метро  Улица Скобелевская.
- В 970 метрах от пересечения улицы с улицей Знаменские Садки расположены станция метро  Бульвар Дмитрия Донского и  Улица Старокачаловская.
- В 320 метрах от начала улицы расположена станция метро  Лесопарковая.

### Автобус
- Автобусное сообщение по чётной стороне: от улицы Академика Глушко до аллеи Витте, по нечётной стороне: от аллеи Витте до улицы Академика Глушко, от улицы Знаменские Садки до МКАД.

Автобусные остановки
Чётная сторона
Северное Бутово
- Улица Поляны, 8 (прежнее название: По требованию): Н8 С916 С953 94 146 165 213 259 523 523К 877 967
- Пожарное депо: Н8 С916 С953 94 146 165 213 259 523 523К 877 967

Южное Бутово
- Старокрымская улица (прежнее название: Посёлок Радиоконтроль): Н8 С916 С953 94 146 165 213 523 877 967
- Скобелевская улица: Н8 С916 С953 94 146 165 213 523 523К 877 967
- 2-й микрорайон Южного Бутова: Н8 С916 С953 94 146 165 213 523 523К 877 967

Неработающие остановки: Хоспис N3, Река Корюшка, Центр реабилитации
Упразднённые остановки: РТС (конечная)

Нечётная сторона
Южное Бутово
- Аллея Витте: С1 94 165 213 931
- 2-й микрорайон Южного Бутова: Н8 С916 С953 94 146 165 213 523 523К 877 967
- Скобелевская улица: Н8 С916 С953 94 146 165 213 523 523К 877 967
- Старокрымская улица (прежнее название: Посёлок Радиоконтроль): Н8 С916 С953 94 146 165 213 523 523К 877 967

Северное Бутово
- Пожарное депо: Н8 С916 С953 94 146 165 213 523 523К 877 967
- Ратная улица, 16: 165 877 967

Неработающие остановки: Улица Потаповская Роща, Центр реабилитации, Река Корюшка, Хоспис N3 
Автобусные маршруты
- Н8: прямой - от улицы Академика Глушко до аллеи Витте; обратный - от аллеи Витте до Венёвской улицы, от Венёвской улицы до улицы Академика Глушко
- С1: прямой - от Венёвской улицы до аллеи Витте (остановок нет); обратный - от аллеи Витте до Венёвской улицы
- С916: прямой - от улицы Академика Глушко до аллеи Витте; обратный - от аллеи Витте до Венёвской улицы, от Венёвской улицы до улицы Академика Глушко
- С953 (Остафьевская улица —  Бульвар Дмитрия Донского — Захарьино): прямой - от улицы Академика Глушко до аллеи Витте; обратный - от аллеи Витте до Венёвской улицы, от Венёвской улицы до улицы Академика Глушко
- 94 (Остафьевская улица —  Бульвар Дмитрия Донского — Станция МЦД Бутово: прямой - от улицы Академика Глушко до аллеи Витте; обратный — от до аллеи Витте до улицы Академика Глушко
- 146 ( Бульвар Дмитрия Донского — 2-й микрорайон Южного Бутова): прямой - от улицы Академика Глушко до аллеи Витте; обратный - от аллеи Витте до Венёвской улицы, от Венёвской улицы до Академика Глушко
- 165 (Остафьевская улица —  Ясенево): прямой - от улицы Академика Глушко до Скобелевской улицы; обратный - от Скобелевской улицы до улицы Академика Глушко, от улицы Знаменские Садки до МКАД
- 213 (4-й микрорайон Северного Бутова —  Бульвар Дмитрия Донского — Остафьевская улица): прямой - от улицы Академика Глушко до аллеи Витте; обратный - от до аллеи Витте до улицы Академика Глушко
- 523: прямой - от улицы Академика Глушко до аллеи Витте; обратный - от аллеи Витте до Венёвской улицы, от Венёвской улицы до улицы Академика Глушко
- 523К: прямой - от улицы Академика Глушко до аллеи Витте; обратный - от аллеи Витте до Венёвской улицы, от Венёвской улицы до улицы Академика Глушко
- 877 ( Юго-Западная —  Улица Скобелевская —  Бульвар Адмирала Ушакова — Остафьевская улица): прямой - от улицы Академика Глушко до аллеи Витте обратный - от аллеи Витте до Венёвской улицы, от Венёвской улицы до улицы Академика Глушко, от улицы Знаменские Садки до МКАД
- 931: прямой - от Венёвской улицы до аллеи Витте; обратный - от аллеи Витте до Венёвской улицы; без пассажиров (круг):

обратный — от аллеи Витте до Венёвской улицы
- 967: прямой - от улицы Академика Глушко до аллеи Витте; обратный - от аллеи Витте до Венёвской улицы, от Венёвской улицы до улицы Академика Глушко, от улицы Знаменские Садки до МКАД